# Joseph Kerwin
Joseph Peter Kerwin (* 19. února 1932 Oak Park (Illinois), Illinois, USA) je bývalý americký astronaut, lékař a vědec z orbitální stanice Skylab.

## Život

### Mládí a výcvik
Po skončení střední školy studoval na College of the Holy Cross a v roce 1953 zde získal hodnost bakaláře filozofie. Poté pokračoval ve studiu na Severozápadní univerzitě v Chicagu (Northwestern University), kde po čtyřech letech obhájil doktorát medicíny. První atestaci složil ve Washingtonu na tamní Všeobecné nemocnici. Pak nastoupil k armádě, ke studiu na Námořní škole leteckého lékařství, která je na základně Pensacola na Floridě. Školu zakončil v roce 1958. Na vojně sloužil jako lékař u námořního letectva a námořnictva. V roce 1962 absolvoval letecký výcvik.

### Kariéra u NASA
V roce 1965 byl vybrán do čtvrté skupiny amerických kosmonautů u NASA. Po důkladné přípravě byl vyslán na stanici Skylab jako vědecký pracovník první posádky. Oženil se a měl s manželkou dvě děti.

### Let do vesmíru
Trojice kosmonautů odstartovala na kosmické lodi Skylab 2 koncem jara 1973. Na palubě byli mimo doktora Kerwina ještě Charles Conrad a Paul Weitz. Letěli jako první posádka na orbitální stanici Skylab 1, která již kroužila na oběžné dráze Země a strávili zde bezmála měsíc. Pracovní výsledky měli výtečné. Kerwin zde plnil zejména program stanovený lékaři. Absolvoval také spolu s Conradem čtyřhodinový výstup do volného vesmíru kvůli opravě křídla se slunečními bateriemi. Přistáli pak na hladině Tichého oceánu.
- Skylab 2 (25. května 1973 – 22. června 1973)

### Po letu do vesmíru
Zůstal ve výcvikovém středisku s nadějí, že se dostane k letům raketoplány, ale nedočkal se. V letech 1984-1987 se stal náměstkem ředitele střediska JSC v Houstonu. Z NASA i armády (hodnost kapitána) odešel v roce 1987 do firmy Lockheed. Zde byl zaměstnán do roku 2004 v oblasti vývoje systémů vesmírných stanic.